# Issajewe
Issajewe (ukrainisch Ісаєве; russisch Исаево Issajewo) ist ein Dorf im Osten der ukrainischen Oblast Odessa mit etwa 1500 Einwohnern (2021).

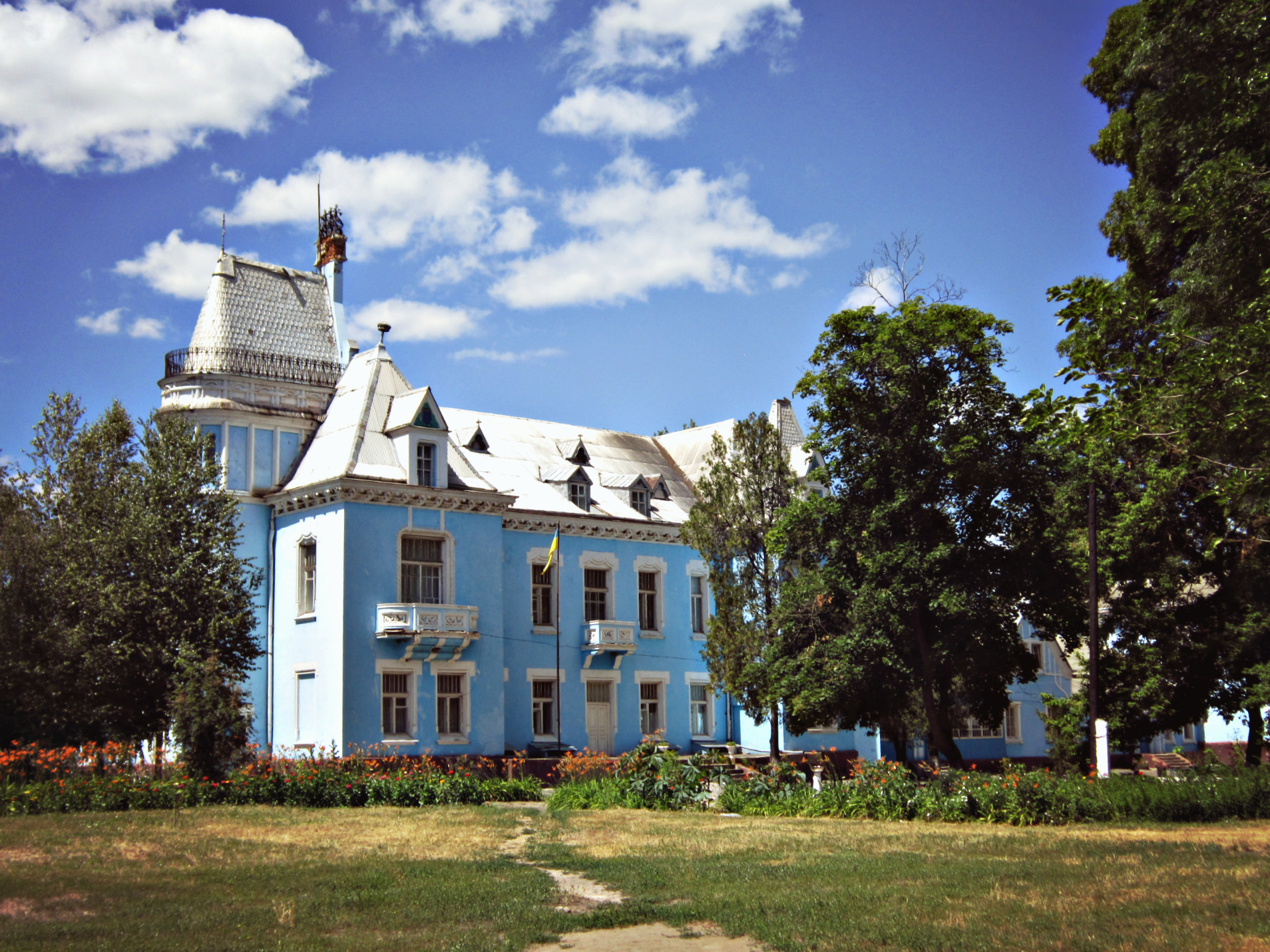
Kurissiw-Palast in Issajewe

## Geschichte
Das 1880 von 52 ehemaligen Leibeigenen, darunter lediglich 4 Frauen, gegründete Dorf wurde nach ihrem ersten Besitzer Isajewka benannt, was im Laufe der Jahre zu einem stärker russifizierten Isajew wurde. Im Dorf befindet sich auf einem Anwesen der zwischen 1903 und 1905 erbaute Kurissiw-Palast (Ісаєвський палац-садиба Курісів Issajewskyj palaz-sadyba Kurissiw), in dem sich heute das Issajewe Professionelle Agrar-Lyceum (Ісаєвського професійного аграрного ліцею Issajewskoho professijnoho ahrarnoho lizeju) befindet. Fast gegenüber dem Anwesen befindet sich die Anfang des 19. Jahrhunderts erbaute und in den 2010er Jahren restaurierte Backsteinkirche der Muttergottes von Kasan, in der sich während der Sowjetzeit ein Kindergarten befand.

## Geographische Lage
Am 12. Juni 2020 wurde das Dorf ein Teil der Landgemeinde Tschernowe, bis dahin bildete es zusammen mit dem Dorf Nowotrojizke (Новотроїцьке) die Landratsgemeinde Issajewe (Ісаївська сільська рада/Issajiwska silska rada) im Südwesten des Rajons Iwaniwka.
Die Ortschaft liegt auf einer Höhe von 35 m am Ufer der Tylihul, einem 173 km langen Zufluss zum Schwarzen Meer, 26 km westlich vom ehemaligen Rajonzentrum Mykolajiwka und etwa 130 km nördlich vom Oblastzentrum Odessa. Durch das Dorf verläuft die Territorialstraße T–16–23, die sechs Kilometer nördlich, in Tschernowe (Чернове), auf die T–16–40 trifft.

## Söhne und Töchter der Ortschaft
- Pjotr Konstantinowitsch Leschtschenko (1898–1954), Chansonsänger